# Formula di Bretschneider

Un quadrilatero.

In geometria, la formula di Bretschneider per il calcolo dell'area di un quadrilatero corrisponde alla seguente espressione:
{\displaystyle A={\sqrt {(p-a)(p-b)(p-c)(p-d)-abcd\cos ^{2}\left({\frac {\alpha +\gamma }{2}}\right)}}}
Dove a, b, c, d sono i lati del quadrilatero, p è il semiperimetro, {\displaystyle \alpha } e {\displaystyle \gamma } sono i due angoli opposti.
La scoperta di tale formula si deve al matematico tedesco Carl Anton Bretschneider nel 1842. La formula di Bretschneider funziona per ogni quadrilatero, a prescindere dal fatto che esso sia ciclico o meno.

## Dimostrazione
Indichiamo con A l'area del quadrilatero. Allora abbiamo
{\displaystyle {\begin{aligned}A&=\operatorname {Area} ({\stackrel {\vartriangle }{ADB}})+\operatorname {Area} ({\overset {\vartriangle }{BDC}})=\\&={\frac {ad\sin \alpha }{2}}+{\frac {bc\sin \gamma }{2}}\end{aligned}}}
Perciò
{\displaystyle 4A^{2}=(ad)^{2}\sin ^{2}\alpha +(bc)^{2}\sin ^{2}\gamma +2abcd\sin \alpha \sin \gamma .\,}
Il teorema del coseno implica che
{\displaystyle a^{2}+d^{2}-2ad\cos \alpha =b^{2}+c^{2}-2bc\cos \gamma ,\,}
poiché entrambi i lati sono uguali al quadrato della lunghezza della diagonale BD. Ciò può essere riscritto nella forma 
{\displaystyle {\frac {(a^{2}+d^{2}-b^{2}-c^{2})^{2}}{4}}=(ad)^{2}\cos ^{2}\alpha +(bc)^{2}\cos ^{2}\gamma -2abcd\cos \alpha \cos \gamma .}
Sostituendo questo nella formula di sopra per {\displaystyle 4A^{2}}, si ottiene
{\displaystyle 4A^{2}+{\frac {(b^{2}+c^{2}-a^{2}-d^{2})^{2}}{4}}=(ad)^{2}+(bc)^{2}-2abcd\cos(\alpha +\gamma ).\,}
Questo può essere scritto come
{\displaystyle 16A^{2}=(a+b+c-d)(a+b+d-c)(a+c+d-b)(b+c+d-a)-16abcd\cos ^{2}\left({\frac {\alpha +\gamma }{2}}\right).}
Introducendo il semiperimetro
{\displaystyle p={\frac {a+b+c+d}{2}},}
la formula sopra diventa
{\displaystyle 16A^{2}=16(p-a)(p-b)(p-c)(p-d)-16abcd\cos ^{2}\left({\frac {\alpha +\gamma }{2}}\right)}
da cui segue la formula di Bretschneider.

## Formule affini
La formula di Bretschneider generalizza la formula di Brahmagupta per l'area di un quadrilatero ciclico, la quale a sua volta generalizza la formula di Erone per l'area di un triangolo.
Si nota infatti che, per un quadrilatero ciclico, l'argomento del coseno è {\displaystyle {\frac {\alpha +\gamma }{2}}={\frac {\pi }{2}}}, quindi il coseno è nullo e il secondo termine del radicando scompare.